# Archilestes tuberalatus
Archilestes tuberalatus är en trollsländeart som först beskrevs av Williamson 1921.  Archilestes tuberalatus ingår i släktet Archilestes och familjen glansflicksländor. Inga underarter finns listade i Catalogue of Life.